# Mare de Déu de la Serra (Fogars de la Selva)
Mare de Déu de la Serra és una obra del municipi de Fogars de la Selva (Selva) inclosa en l'Inventari del Patrimoni Arquitectònic de Catalunya.

## Descripció

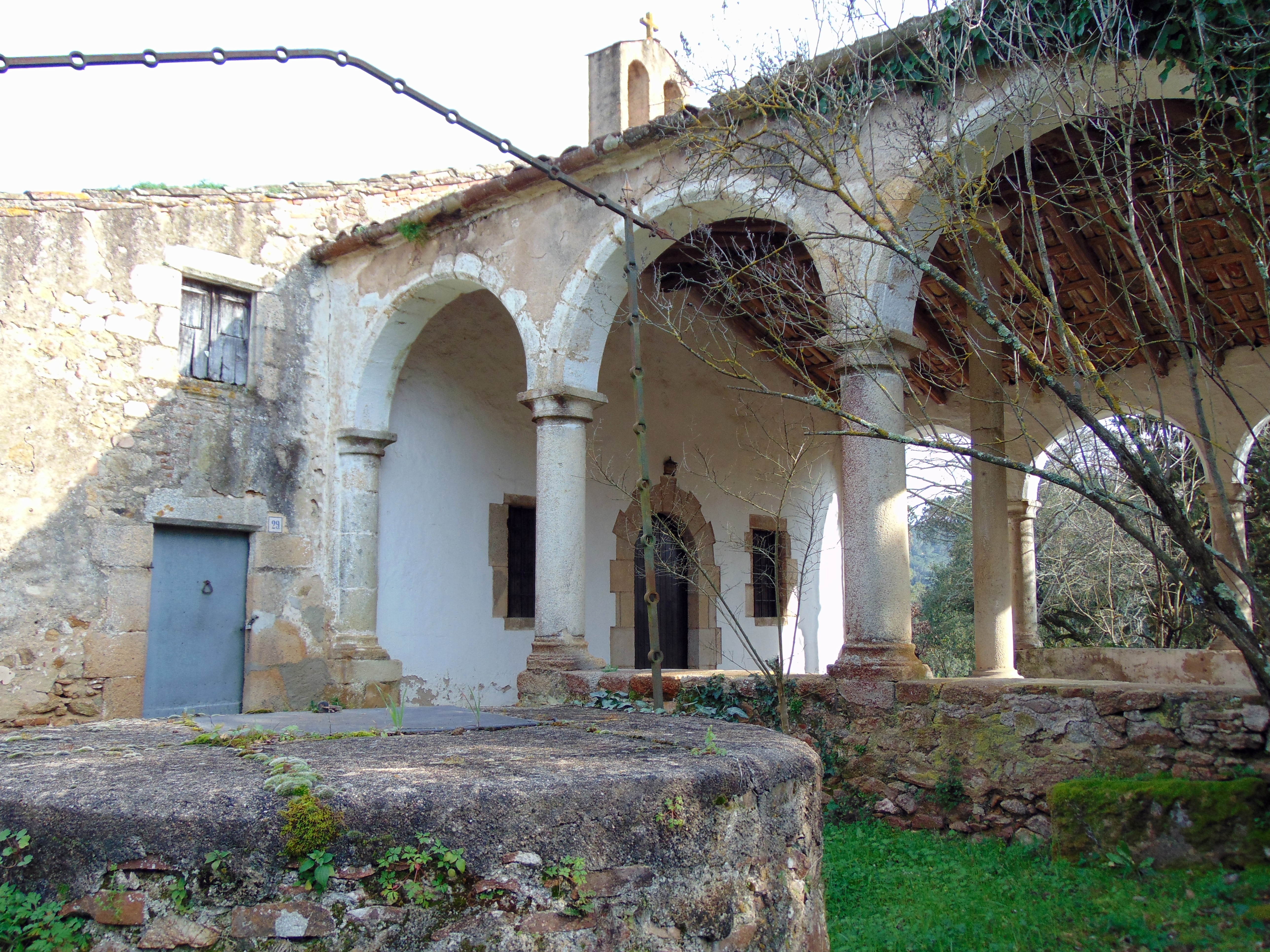

Edifici de planta rectangular, amb una nau i absis, i coberta de doble vessant a laterals situat al vessant septentrional del Montgròs, just a tocar de la masia de Can Serra (vegeu fitxa).
L'església té l'entrada orientada a l'oest i un gran porxo de tres arcades per banda. Aquesta porxada està sustentada per un seguit de contraforts i està coberta per un sostre de teules de doble vessant sostingut per 25 grans bigues de fusta. La seva amplitud fa necessària una gran columna central. Hi ha, a més, altres columnes de granit de menor mida que sostenen les arcades que són monolítiques i de blocs (Tambors).
La façana principal consta de dues finestres enreixades i la porta d'accés principal, un portal amb arc de mig punt i grans dovelles. La façana està arrebossada i pintada de blanc a excepció els marcs de les obertures.
Al costat de l'església hi ha un edifici adossat a la part nord. Als extrems nord-est i sud-est hi ha contraforts que sostenen l'edifici contra el desnivell del turonet on està situat.
Els ràfecs de les teulades laterals estan formats per una filera de rajola plana i pintada amb motius triangulars. A la façana lateral de migdia hi ha un rellotge de sol pintat de color daurat i blanc, de formes ondulades.

## Història

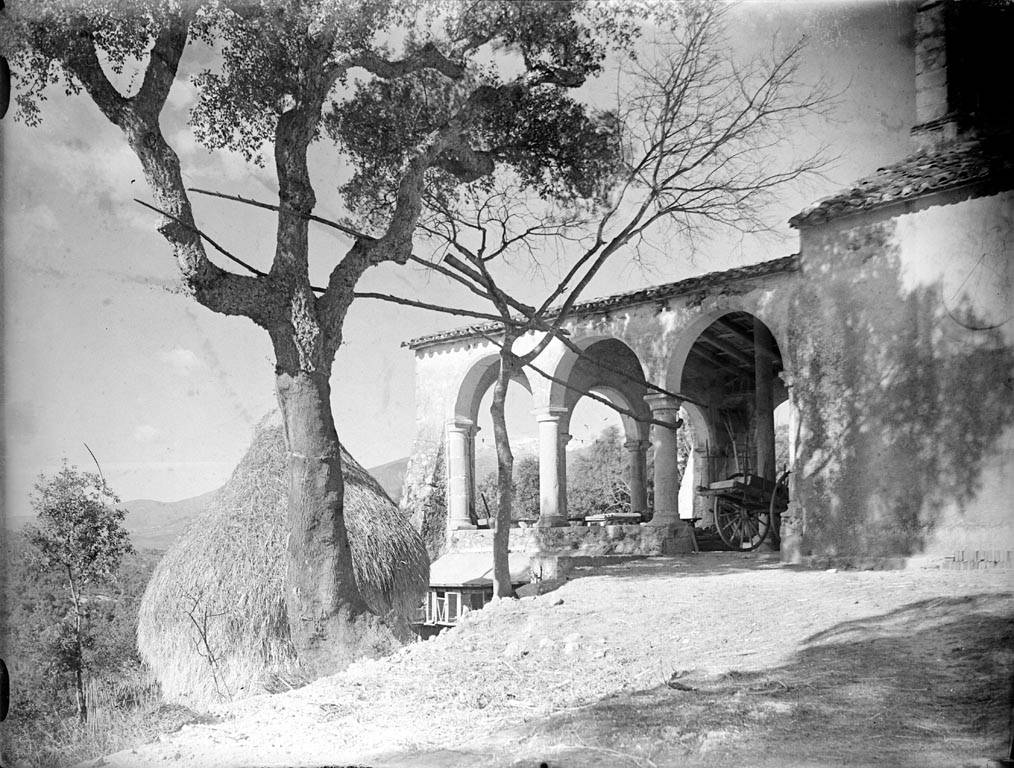
L'ermita en una imatge d'entre 1920 i 1930

Santuari depenent de la parròquia de Sant Andreu de Ramió. L'edifici és d'origen romànic encara que ha estat reformat posteriorment, sobretot al segle xiv i també al XVII de quan data el porxo.
Les Rationes Decimarum de 1280 fan referència al santuari i el relacionen amb el monestir de Santa Maria de Roca-Grossa a Tordera. També és conegut un testament de Ramon de Molera en què hi ha un llegat de sis diners a favor d'aquesta capella el 1331.
Hi ha nombroses inscripcions, lletres i xifres com la data de 1381 que apareix a la llinda d'una finestra. Es creu, però que podria haver estat feta el segle xvii i faria referència al passat del santuari. Els Goigs de l'ermita dedicats a la Mare de Déu fan referència a la data de 1321.
S'hi conservava una imatge de la Verge amb el nen del segle xiii.
Durant la Guerra Civil el santuari fou utilitzat com a escola.
Cada any, el primer diumenge de setembre, s'hi celebra un aplec.